# 天主教恩瓊貝教區
天主教恩琼贝教區 （拉丁語：Dioecesis Niombena）是坦桑尼亞一個羅馬天主教教區，屬松蓋阿總教區。
教區於1968年2月16日成立，位於伊林加區南部。2004年有258,446名教友（佔轄區總人口39.2%）、卅一個堂區、八十八名司鐸。現任教區主教為阿爾弗萊德‧馬魯馬。